# Opus (groupe)
Pour les articles homonymes, voir Opus.
Opus est un groupe autrichien de stadium-rock et rock FM formé en 1973 à Graz. Le groupe est surtout connu pour avoir chanté la célèbre chanson Live Is Life.

## Histoire
Opus est formé à Graz, en Autriche, en 1973. Il se produit en tournées pendant sept ans avant de sortir un premier album chez Philips Records en 1980, Daydream. Celui-ci est suivi de sept autres albums, chez RCA puis Polydor, durant les années 1980.
Parmi ceux-ci, l'album studio Live Is Life atteint le haut des classements de ventes dans de nombreux pays grâce à la chanson Live Is Life, enregistrée en public à Oberwart.

## Membres
- Herwig Rüdisser : chant
- Ewald Pfleger (de) : guitare
- Kurt-Rene Plisnier : clavier
- Günter Grasmuck : batterie

## Discographie

### Albums
- 1980 : Daydreams
- 1981 : Eleven
- 1982 : Opusition
- 1984 : Up And Down
- 1984 : Live Is Life
- 1985 : Solo
- 1987 : Opus
- 1990 : Magic Touch
- 1992 : Walkin' On Air
- 1993 : Jubileé (live)
- 1996 : Love, God & Radio
- 2003 : Flyin'Higher - Greatest Hits (Best-Of)
- 2004 : The Beat Goes On
- 2008 : Back to Future - the Ultimate Best-Of
- 2010 : Tonight at the Opéra
- 2013 : Opus & Friends
- 2022 : Opus & Friends - The Last Note